# Pont de la Trinitat
Le pont de la Trinitat est un pont de Valence qui traverse la rivière Túria et relie les quartiers de La Seu, La Xerea et La Trinitat. Au sud, il rejoint les rues Salvador, Comte de Trénor et Pintor López, et au nord, il rejoint les rues Trinitat, Alboraia et Sant Pius V. À la sortie nord se trouve le Musée des Beaux-Arts de Valence.
C'est le pont le plus ancien de la ville, le pont actuel ayant commencé sa construction au début du XVe siècle, plus précisément en 1402, mais il fut partiellement reconstruit à cause de l'inondation de 1517. Le pont reçut le nom de "des Catalans". mais plus tard, il fut remplacé par l'actuel, en raison de la proximité du monastère du même nom. Les sculptures de Sant Lluís Bertran et Sant Tomàs de Villanueva, de Ponsonelli, proviennent du Pont de Sant Josep et ont été placées au milieu du XXe siècle.
Il s'agit d'un pont historique qui, comme les autres ponts médiévaux de la ville, est constitué de blocs de pierre blanche actuellement très usés par le temps. Comme les ponts contemporains, ses arches sont d'un style gothique clair, comme l'ensemble lui-même. Le pont de la Trinitat possédait autrefois deux accès à la rivière depuis le même pont, sous forme d'escaliers, tous deux orientés vers l'est. Ceux-ci sont devenus impraticables grâce à l'usure du temps, mais en 2009 ils ont été récupérés dans le cadre des travaux de restauration du pont.